# Etherlords
Etherlords (Демиурги, Demiurges en version originale) est un jeu vidéo de stratégie au tour par tour développé par Nival Interactive, sorti en 2001 sur Windows.
Il a pour suite Etherlords II et Etherlords: Arena.

## Accueil
| Etherlords            |      |       |
| Média                 | Pays | Notes |
| Computer Gaming World | US   | 3/5   |
| Gamekult              | FR   | 6/10  |
| GameSpot              | US   | 81 %  |
| Gen4                  | FR   | 17/20 |
| Jeuxvideo.com         | FR   | 14/20 |
| Joystick              | FR   | 91 %  |
| PC Gamer UK           | GB   | 60 %  |